# کالج منطقه‌ای

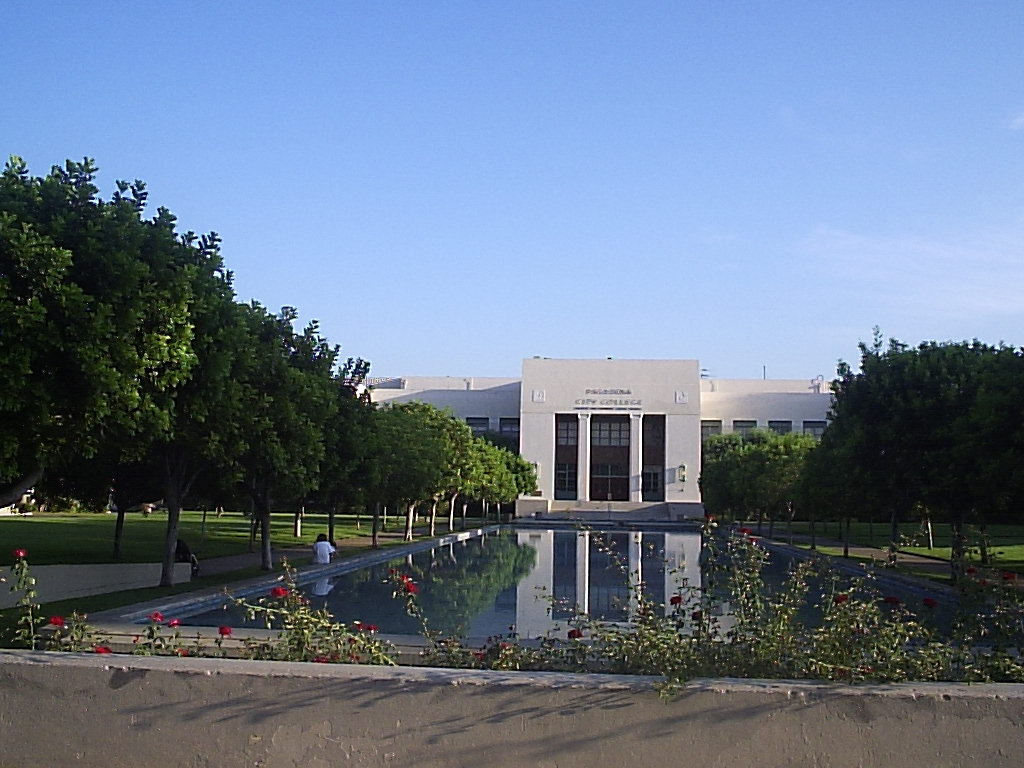
کالج شهر پاسادینا

یک کالج منطقه‌ای (به انگلیسی: Community College) یک نوع مؤسسهٔ آموزشی است. این واژه، در کشورهای مختلف، معنی‌های مختلفی دارد.

## استرالیا
واژهٔ کالج منطقه‌ای در استرالیا به کار برده نمی‌شود. کالج‌ها یا موسسات آموزش فنی و فراتر (Technical and Further Education TAFEs)، که عمدتاً در سطح ایالتی و ناحیه‌ای فعالیت می‌کنند، شبیه به کالج‌های منطقه‌ای هستند.

## ایالات متحدهٔ آمریکا

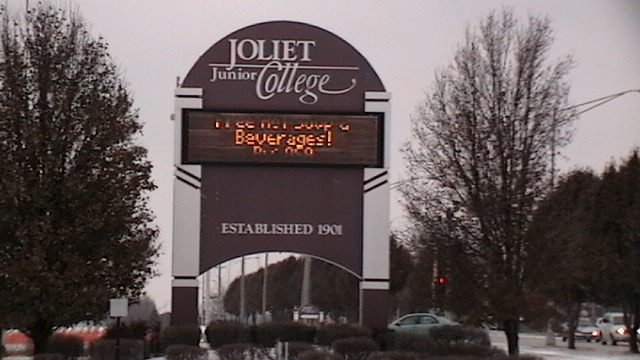
آموزشکدهٔ ژولییت، پردیس مرکزی، در ژولییت، ایلنویز، نخستین کالج منطقه‌ای در آمریکا

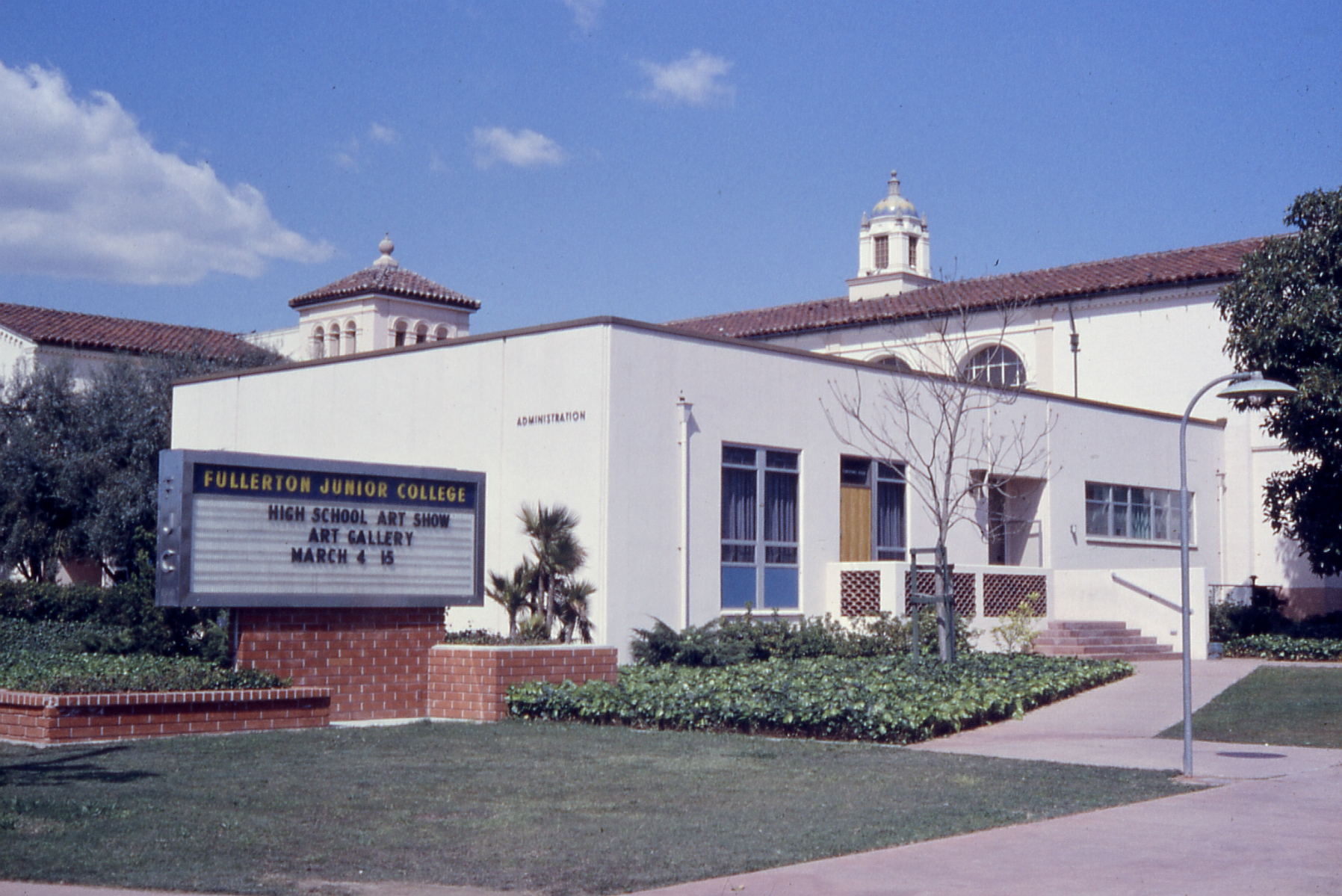
کالج فولرتن، قدیمی‌ترین کالج منطقه‌ای (در اصل «دانشکده») در عملیات پیوسته در کالیفرنیا، تأسیس ۱۹۱۳

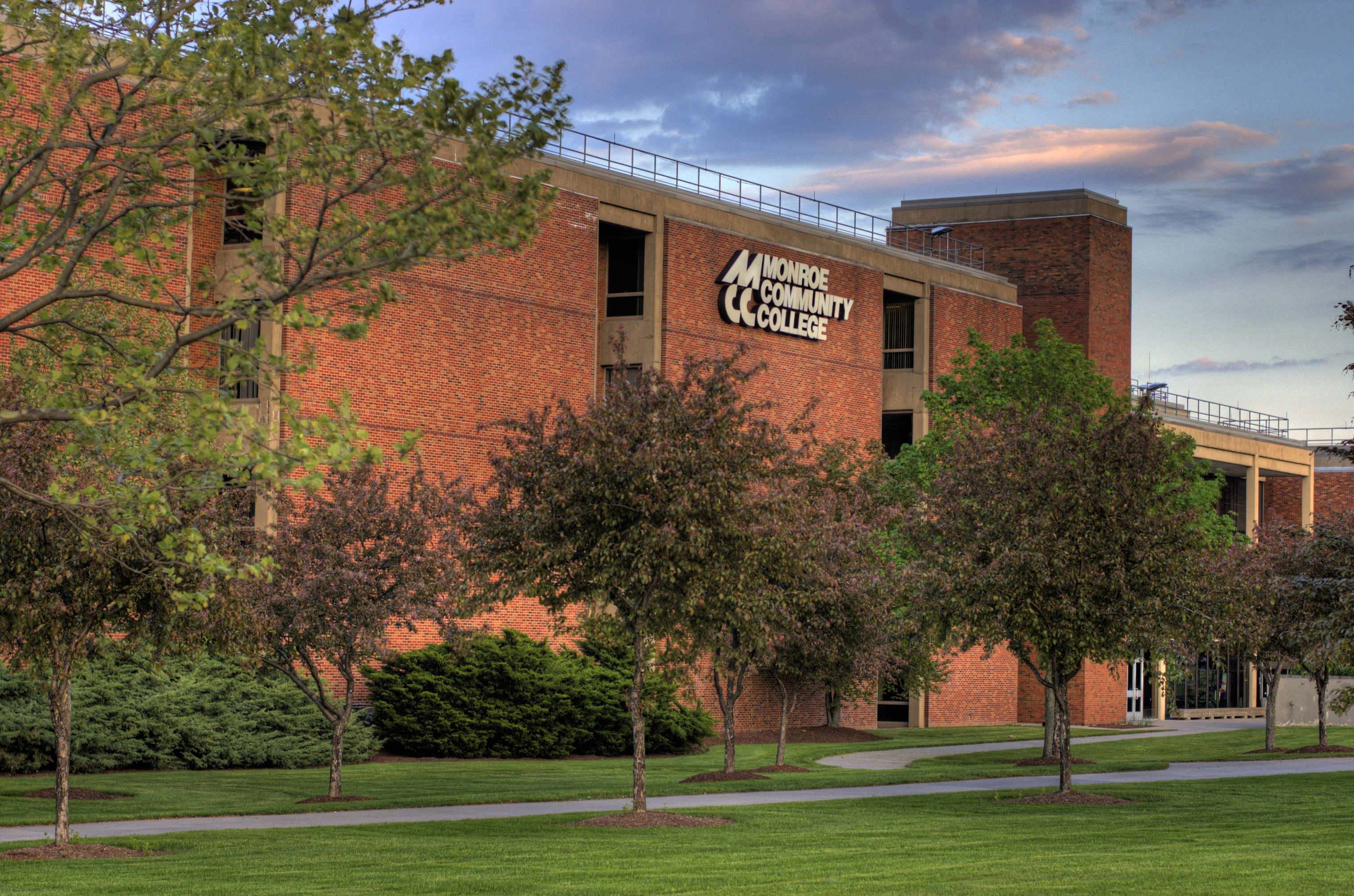
کالج منطقه‌ای مونرو، پردیس مرکزی، در روچستر، نیویورک

در ایالات متحدهٔ آمریکا، گاهی کالج منطقه‌ای، آموزشکده، کالج فنی، کالج دوساله، یا کالج شهر یا عمدتاً موسسات عمومی دوساله نامیده می‌شود که خدمات آموزش عالی و آموزش سطح سوم (پس از دبیرستان) سطح پایین فراهم می‌کنند. پس از فارغ‌التحصیلی از کالج منطقه‌ای، برخی دانشجویان به کالج‌های ۴ ساله یا دانشگاه انتقالی می‌گیرند و بعد ۲ یا ۳ سال مدرک لیسانس بگیرند.

پیش از دههٔ ۱۹۷۰، کالج‌های منطقه‌ای، به دانشکده (junior Colleges) شهرت داشتند و این واژه هنوز در برخی موسسات رایج است.